# Uchida Kōsai
Uchida Kōsai est un nom japonais traditionnel ; le nom de famille (ou le nom d'école), Uchida, précède donc le prénom (ou le nom d'artiste).

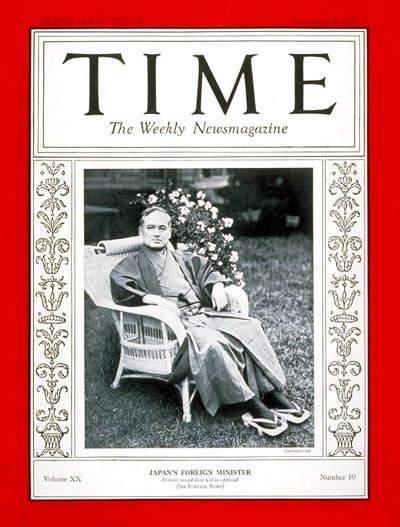
Couverture du Time du 5 septembre 1932 avec Uchida Kōsai.

Le comte Uchida Kōsai (内田 康哉, Uchida Kōsai) (17 novembre 1865 - 12 mars 1936) est un homme politique et diplomate japonais qui fut Premier ministre du Japon par intérim dans les années 1920.

## Biographie
Né à Yatsushiro dans l'actuelle préfecture de Kumamoto, Uchida est le fils du médecin du domaine. Après avoir étudié l'anglais pendant deux ans à l'université Dōshisha, Uchida entre à l'université impériale de Tokyo et en sort diplômé en droit.
Après ses études, Uchida entre au ministère des Affaires étrangères et sert comme ambassadeur en Chine puis en Autriche-Hongrie et enfin aux États-Unis. Il est ministre des Affaires étrangères de 1911 à 1912 dans le 2e gouvernement de Saionji Kinmochi.
Nommé ambassadeur dans l'empire russe juste avant la révolution bolchevique, Uchida rentre au Japon pour reprendre le poste de ministre des Affaires étrangères de 1918 à 1923 dans les gouvernements Hara, Takahashi et Katō. Il sert deux fois comme Premier ministre par intérim - la première fois après l'assassinat de Hara, et la deuxième après la mort soudaine de Katō, juste après le séisme de Kantō de 1923.
Il est nommé à la chambre des pairs de la Diète du Japon en 1930 et devient président de la société des chemins de fer de Mandchourie du Sud en 1931.
Nommé ministre des Affaires étrangères une troisième fois, de 1932 à 1933, dans le gouvernement de Saitō Makoto, il appelle à la reconnaissance diplomatique du Mandchoukouo et au retrait japonais de la Société des Nations. Il fait la couverture du Time du 5 septembre 1932 qui contient également un article sur sa position vis-à-vis de la Société des Nations. Il meurt de maladie 15 jours après l'incident du 26 février de 1936. Sa tombe se trouve au cimetière de Tama à Tokyo.

## Distinctions

### Décorations
- Ordre du soleil levant
- Ordre du trésor sacré
- Médaille d'honneur militaire
- Ordre d'Isabelle la Catholique
- Ordre nationale de la légion d'honneur
- Ordre des Saints-Maurice-et-Lazare
- Ordre du Sauveur